# 古桑维尔站
古桑维尔站是法国的一个铁路车站，位于法国巴黎北郊的古桑维尔。属于第五收费区（Zone 5）

## 位置
古桑维尔站位于古桑维尔市区的南部，巴黎－里尔铁路19.541公里处。车站大致呈西南-东北走向，开口朝西北。

## 设施
古桑维尔站的开放时间为每天的6:15至次日1:20。该站设有人工售票窗口及自动售票机等设施。出入口设有自动闸机。站内设有人行地下通道。

## 站台设置
| 西北↑ |      |                 | 主站房 |
|       | 侧式 |                 |        |
|       |      |                 |        |
| 1道   |      | （克雷伊方向→） |        |
|       | 岛式 |                 |        |
| 2道   |      | （巴黎方向←）   |        |
|       |      | 通过线          |        |
|       |      | 通过线          |        |
| 东南↓ |      |                 |        |

## 停靠线路
以下列车线路在古桑维尔站停靠：
| 古桑维尔站列车线路表（区域线路） |          |           |              |               |
| 起点                             | 上一站   | 线路      | 下一站       | 终点          |
| 克雷伊/奥里城                    | 莱努     | [T] · (D) | 维利耶勒贝勒 | 科尔贝伊-埃松 |
| （起点）                         | （起点） | [T] · (D) | 维利耶勒贝勒 | 默伦          |

## 配套交通

### 长途客车
| 停靠古桑维尔站的大巴车 |                    |                                                                           |
| 上下车地点             | 运营单位           | 主要线路及目的地                                                          |
| 古桑维尔站门口         | 瓦兹河谷省城际客运 | - 95.10线：帕里西地区丰特奈、法兰西地区沙特奈、勒普莱西吕扎什、吕扎什     |
| 古桑维尔站门口         | SNCF Car TER       | - 当大区快铁D线施工或罢工时，SNCF可能会提供途径该线路沿途站点的临时大巴车 |
| 1. 2. 3.               |                    |                                                                           |

### 市内交通
| 古桑维尔站附近的市内公共交通线路    |                | |
| 公交车站名称                        | 位置           | 停靠线路 |
| Goussainville RER D 古桑维尔-火车站 | 古桑维尔站门口 | - GBus：古桑维尔-火车站 （环线公交） - R8路：古桑维尔-市政厅 / 火车站 ↔ 帕里西地区丰特奈-猎架 / 法兰西地区马雷伊-勒尼奥 - 30B路：古桑维尔-火车站 （单循环公交） - 30D路：古桑维尔-火车站 （单循环公交） - 32路：古桑维尔-维克托·巴施 ↔ 法兰西地区鲁瓦西-戴高乐机场1号航站楼 - 32ZA路（空港专线）：古桑维尔-火车站 ↔ 法兰西地区鲁瓦西-戴高乐机场1号航站楼 |
| 1. 2. 3.                            |                | |

### 社会车辆
古桑维尔站门口设有社会车辆停车场。

## 临近车站
| 古桑维尔站（Gare de Goussainville）    |                |                |
| 上行车站                               | 线路           | 下行车站       |
| 维利耶勒贝勒-戈内斯-阿努维尔站 4.8km ← | 巴黎－里尔铁路 | 莱努站 → 1.5km |
| - 本表仅显示运营中的线路及车站         |                |                |